# Juliet Campbell (athlétisme)
Pour les articles homonymes, voir Juliet Campbell (homonymie) et Campbell.
Juliet Campbell, née le 17 mars 1970 à Kingston, est une ancienne athlète jamaïcaine, spécialiste du 200 m et du 400 m. Elle a souvent participé aux succès des relais 4 × 100 m et 4 × 400 m.

## Palmarès

### Jeux olympiques d'été
- Jeux olympiques d'été de 1992 à Barcelone ( Espagne)
  - éliminée en quart de finale sur 400 m
- Jeux olympiques d'été de 1996 à Atlanta ( États-Unis)
  - éliminée en demi-finale sur 400 m
  - 4e en relais 4 × 400 m
- Jeux olympiques d'été de 2000 à Sydney ( Australie)
  - éliminée en série sur 200 m

### Championnats du monde d'athlétisme
- Championnats du monde d'athlétisme de 1993 à Stuttgart ( Allemagne)
  - 7e sur 400 m
  -  Médaille de bronze en relais 4 × 100 m
  - 4e en relais 4 × 400 m
- Championnats du monde d'athlétisme de 1997 à Athènes ( Grèce)
  - éliminée en demi-finale sur 200 m
- Championnats du monde d'athlétisme de 1999 à Séville ( Espagne)
  - 8e sur 200 m
- Championnats du monde d'athlétisme de 2001 à Edmonton ( Canada)
  - 5e sur 200 m
  -  Médaille de bronze en relais 4 × 100 m

### Championnats du monde d'athlétisme en salle
- Championnats du monde d'athlétisme en salle de 1999 à Maebashi ( Japon)
  - 5e sur 200 m
- Championnats du monde d'athlétisme en salle de 2001 à Lisbonne ( Portugal)
  -  Médaille d'or sur 200 m
  -  Médaille d'argent en relais 4 × 400 m
- Championnats du monde d'athlétisme en salle de 2003 à Birmingham ( Royaume-Uni)
  -  Médaille de bronze sur 200 m
- Championnats du monde d'athlétisme en salle de 2004 à Budapest ( Hongrie)
  - éliminée en série sur 200 m

### Jeux du Commonwealth
- Jeux du Commonwealth de 1998 à Kuala Lumpur ( Malaisie)
  -  Médaille d'argent sur 200 m
  -  Médaille de bronze en relais 4 × 100 m
- Jeux du Commonwealth de 2002 à Manchester ( Angleterre)
  -  Médaille d'argent sur 200 m

## Sources
- (en) Cet article est partiellement ou en totalité issu de l’article de Wikipédia en anglais intitulé « Juliet Campbell » (voir la liste des auteurs).